# Mesosemia carderi
Mesosemia carderi är en fjärilsart som beskrevs av Druce 1904. Mesosemia carderi ingår i släktet Mesosemia och familjen Riodinidae. Inga underarter finns listade i Catalogue of Life.